# 马江 (广西)
马江，也称小江，位于中华人民共和国广西壮族自治区南部，是南流江右岸支流，发源于浦北县福旺镇罗阳山东麓大双村独田面屯，蜿蜒向南流经福旺镇、县城小江街道后注入浦北与博白县交界处的小江水库，出库后于博白县菱角镇苏众村小马口汇入南流江。河长87千米，平均比降1.24‰，流域面积905平方千米。年均径流量6.47亿立方米。